# Esperanza Muñoz
Esperanza Muñoz, también conocida como La Monita, es un personaje ficticio de la telecomedia Sos mi vida interpretado por Natalia Oreiro.

## Biografía
Esperanza Muñoz, quien habitualmente prefiere utilizar su sobrenombre de "La Monita" argumentando que su nombre parece el de una persona vieja, fue abandonada por su madre a los 8 años. Fue adoptada por Nieves, una mujer de un conventillo de La Boca a la que llegó a apreciar y respetar como a una madre. Esta mujer tenía un hijo, Quique, con quien La Monita mantuvo una larga relación que oscilaba entre la hermandad y el noviazgo. 

## Personaje
En el Conventillo viven además sus dos mejores amigas, la actriz Nilda Yadhur a quien conocen como "La Turca", y la paraguaya Kimberly. 
Para ganarse la vida, la Monita se dedica al boxeo en forma profesional, teniendo a Quique como entrenador. Un día, sin embargo, éste le insiste que siga peleando a pesar de sentir dolor en la mano, con lo cual se la termina fracturando. Para conseguir otra fuente de ingresos hasta recuperarse, Kimberly le sugiere ir a buscar trabajo al "Quesada Group", en el cual ella misma trabajaba haciendo la limpieza. 
Si bien es rechazada para el puesto por la secretaria, la encuentra llorando en la calle el propio Martín Quesada, dueño de la empresa, quien la contrata. A pesar de las diferencias sociales entre ambos, y que los dos ya tenían a sus propios novios (Martín Quesada tenía como novia a Constanza Insúa), pronto comienza a surgir una relación de amor entre ellos. 
La relación se complica por un desplante en la calle con Quique, a quien Martín le ofrece trabajar en la empresa. Para que no interfiera en su relación, convence a Martín de que son hermanos, pero finalmente éste descubre la verdad. Esto, sumado a la tensa situación relativa a la adopción de tres chicos que adoptó que requeriría que se casara, lo motiva a pedirle matrimonio a Constanza y abandonar a la Monita.

## Carrera de Personaje
```
Martín se cansa pronto de dicho matrimonio, al encontrar a Constanza sumamente celosa, posesiva y manipuladora. Martín y la Monita vuelven a retomar su relación, y finalmente Martín se divorcia de Constanza y se casa con la Monita. 
```

Finalmente, ya como esposos, logran la adopción definitiva de los 3 chicos, a lo cual se suma una hija que tienen entre ambos, a quien llaman Isabel, igual que la madre de la Monita.

## Premios
Natalia Oreiro fue premiada con el premio Martín Fierro 2006 como mejor actriz de comedia por su trabajo con este personaje. 
- Datos: Q8778572